# Chiesa di San Bartolomeo (Ceranesi)
La chiesa di San Bartolomeo è un luogo di culto cattolico situato nella frazione di Livellato, in piazza della Chiesa di Livellato, nel comune di Ceranesi, nella città metropolitana di Genova. La chiesa è sede della parrocchia omonima del vicariato di Campomorone dell'arcidiocesi di Genova.

## Storia
Secondo alcuni documenti storici la presenza di una chiesa in località di Livellato potrebbe risalire al 1159, forse un edificio derivato dal precedente convento di Santa Maria dell'Oliveto dei monaci Olivetani.
La chiesa viene descritta quasi dettagliatamente nel 1650 nel corso della visita del cardinale di Genova Stefano Durazzo, conservandone la struttura in una descrizione posteriore del 1735.

## Descrizione
L'interno presenta una struttura a tre navate e diviso da grossi pilastri marmorei. Nel presbiterio è conservata un'ancona raffigurante l'apostolo Bartolomeo che domina il tempio. Sono presenti tre altari in marmo, uno maggiore e due laterali lungo le navate; il primo è dedicato all'Ascensione con tabernacolo databile al 1784, il secondo intitolato dal 1735 a san Gregorio e il terzo a santa Apollonia dal 1821.
Tra le opere conservate vi è custodita nella cappella dedicata al Santissimo Rosario una statua marmorea della Vergine Maria.
Il 17 maggio del 1824 l'arcivescovo di Genova monsignor Luigi Lambruschini la eresse al titolo di prevostura.